# Rolles Mølle
Rolles Mølle er en vandmølle i Lunderskov. Rolles Mølle hævdes i en retstvist under Koldinghus Birketing i 1748 at være grundlagt ca. 70 år før, dvs. omkring 1680, formentlig som en konsekvens af afbrænding af Drabæks Mølle i eller omkring 1660 (under Anden Karl Gustav-krig).